# 客村駅
客村駅（かくそんえき）は、中華人民共和国広東省広州市海珠区に位置する広州地下鉄8号線、3号線の駅である。

## 概要
2003年6月28日に2号線（三元里駅- 暁港駅－客村駅－琶州駅）の駅として開業する。2010年9月25日に8号線の文化公園駅-暁港駅間が開通した際、暁港駅-万勝囲駅間が2号線から8号線に編入され、客村駅も8号線の駅となった。

## 利用可能な鉄道路線
広州地下鉄
■3号線
■8号線

## 駅周辺
- 国家海洋局南海分局
- 中国海監南海総隊
- 広州職業技能監定站
- 新市頭赤崗変電所
- 広州杰賽科技通信設計院
- 信息産業部電子七所
- 広州通信研究所
- 移動通信国家工程中心
- 広州通信研究所科技交流中心

## 歴史
- 2003年6月28日 - 2号線開業。
- 2005年12月26日 - 3号線開業。（3号線は当時終着駅）
- 2006年12月30日 - 3号線客村駅 - 番禺広場駅間開通で、途中駅となる。
- 2010年9月25日 - 2号線の暁港駅-万勝囲駅間が8号線に編入され、当駅も8号線の駅となった。

## 隣の駅
広州地下鉄
■3号線
広州塔駅 309 - 客村駅 308 - 大塘駅 307
■8号線
赤崗駅 824 - 客村駅 823 - 鷺江駅 822